# Vincenc Beneš
Vincenc Beneš (22. ledna 1883 Lišice u Chlumce nad Cidlinou – 27. března 1979 Praha) byl český malíř, činný i jako výtvarný kritik a publicista.

## Život

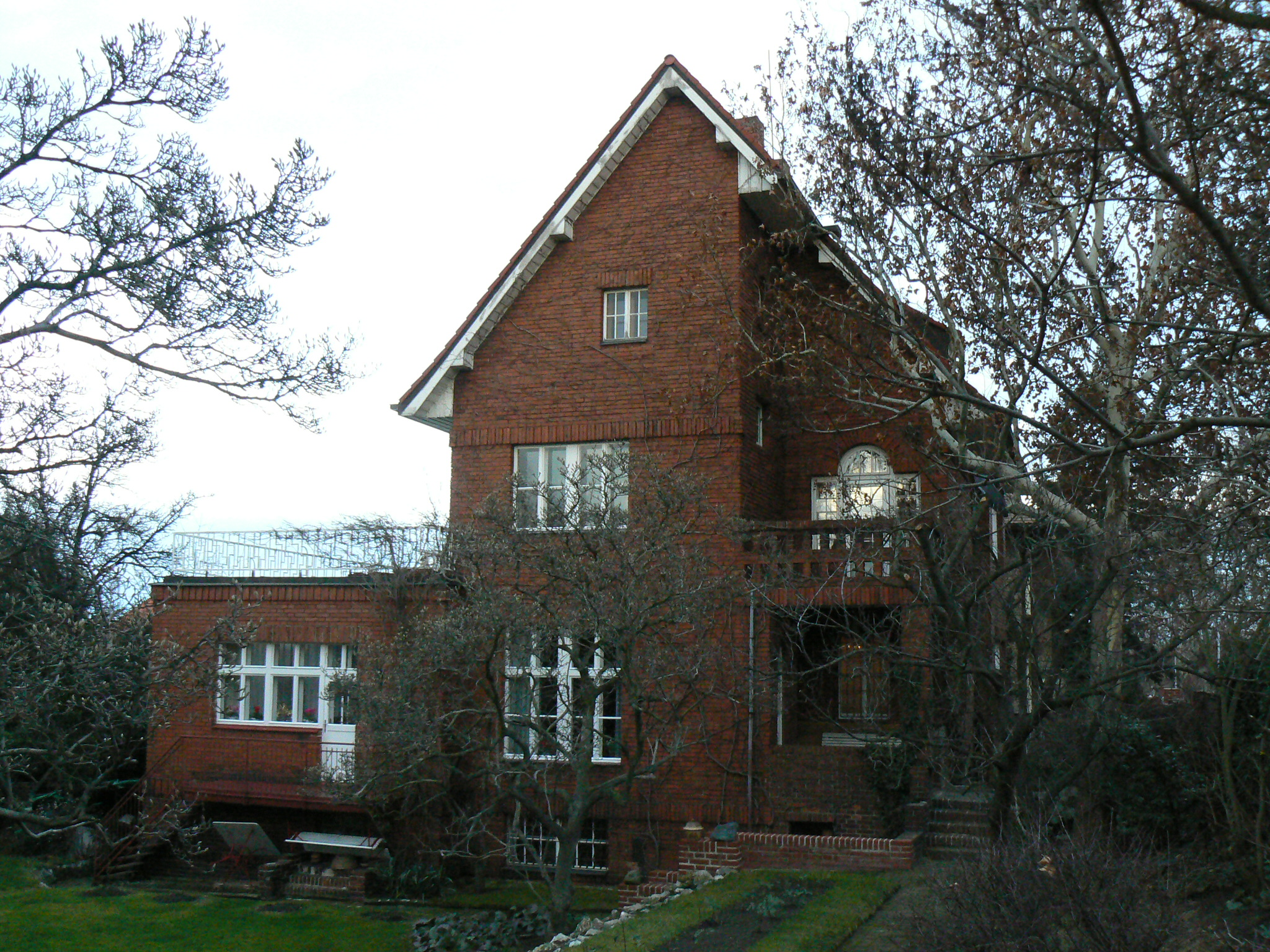
Benešova vila na Ořechovce v Praze

V letech 1902–1904 studoval na Uměleckoprůmyslové škole (prof. Emanuel Dítě, Emanuel Krescenc Liška) a 1904–1907 na Akademii výtvarných umění v Praze (prof. Vlaho Bukovac, Rudolf Otto von Ottenfeld). V době studií podnikl studijní cesty do Drážďan, Berlína, Mnichova a Paříže. Seznámil se s díly Matisse, van Gogha, Toulouse-Lautreca, Vuillarda a po návratu se nechal inspirovat i Bohumilem Kubištou, se kterým sdílel ateliér. Roku 1913 založil spolu s Otakarem Nejedlým v Praze soukromou malířskou školu.
Spolu s Nejedlým maloval francouzská bojiště 1. světové války. Ve 20. a 30. letech podnikl řadu cest do zahraničí (Itálie, Dalmácie, Paříž) a maloval krajiny na různých místech v Čechách.
V letech 1909–1911 a 1917–1949 byl členem Spolku výtvarných umělců Mánes, od roku 1923 členem kuratoria Moderní galerie v Praze, v roce 1933 byl přijat do České akademie věd a umění. Byl aktivním členem Osmy a Skupiny výtvarných umělců. Publikoval v Uměleckém měsíčníku.
Je pochován na pražském Vyšehradském hřbitově.

## Dílo
Jeho styl byl zpočátku ovlivněn francouzským moderním malířstvím a tvorbou členů Osmy a Skupiny výtvarných umělců, zejména kubismem a fauvismem. Později se od kubismu odklonil a tvořil portréty a expresivně stylizované figurální kompozice. S Otakarem Nejedlým maloval krajiny z bojišť legií pro památník na Vítkově, Z francouzského bojiště (1919), dále jsou to například Zimní zátiší (1935) nebo Loreta na jaře (1942). Řada prací byla s intimními náměty.
V pozdních krajinomalbách navazoval na impresionismus Slavíčka a Bonnarda.
Mezi jeho nejvýznamnější poválečná díla patří cyklus krajin pro malý foyer Národního divadla (1952).
V roce 1963 byl jmenován národním umělcem.

## Bibliografie (výběr)

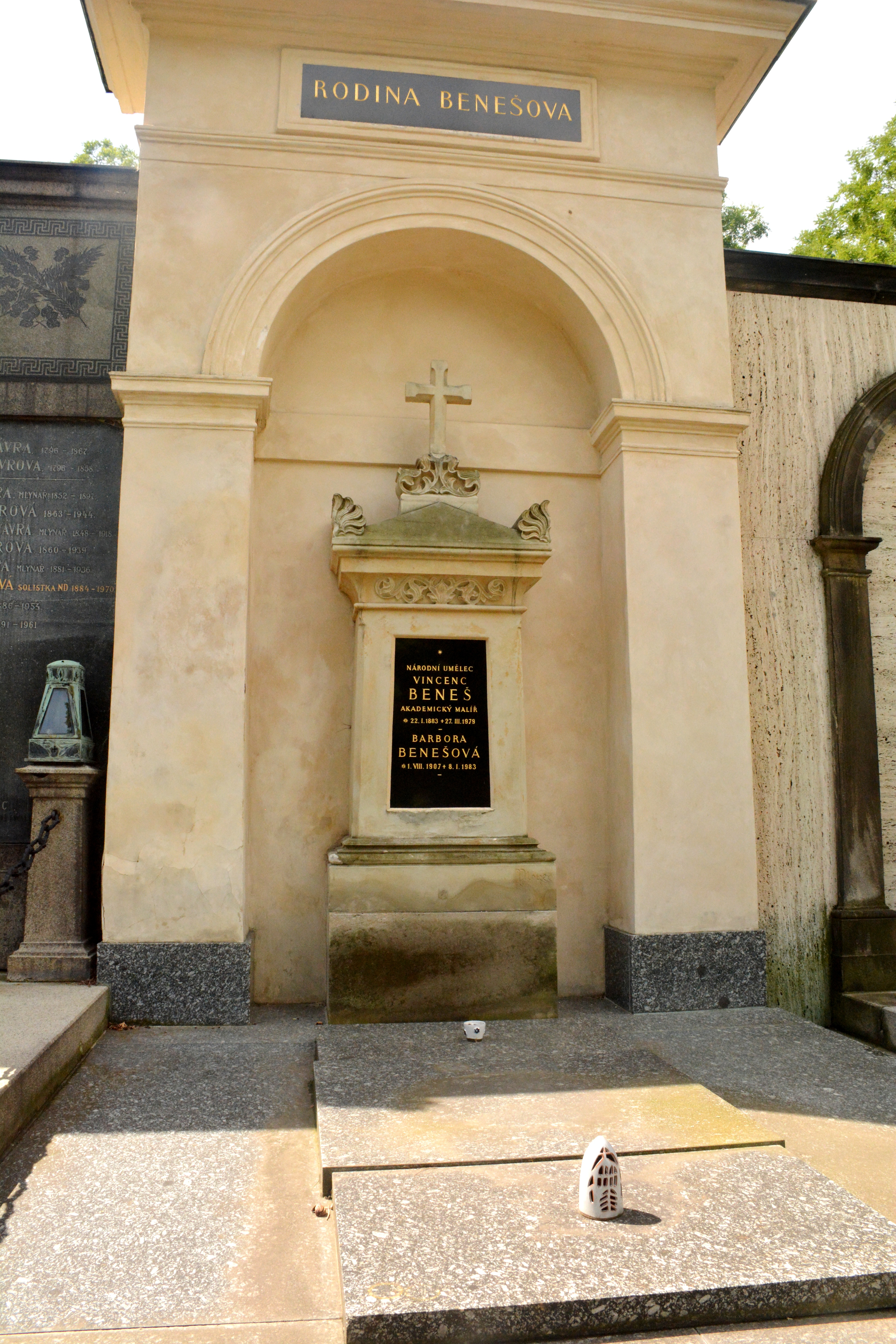
Rodinná hrobka na Vyšehradském hřbitově v Praze